# Stan Walker

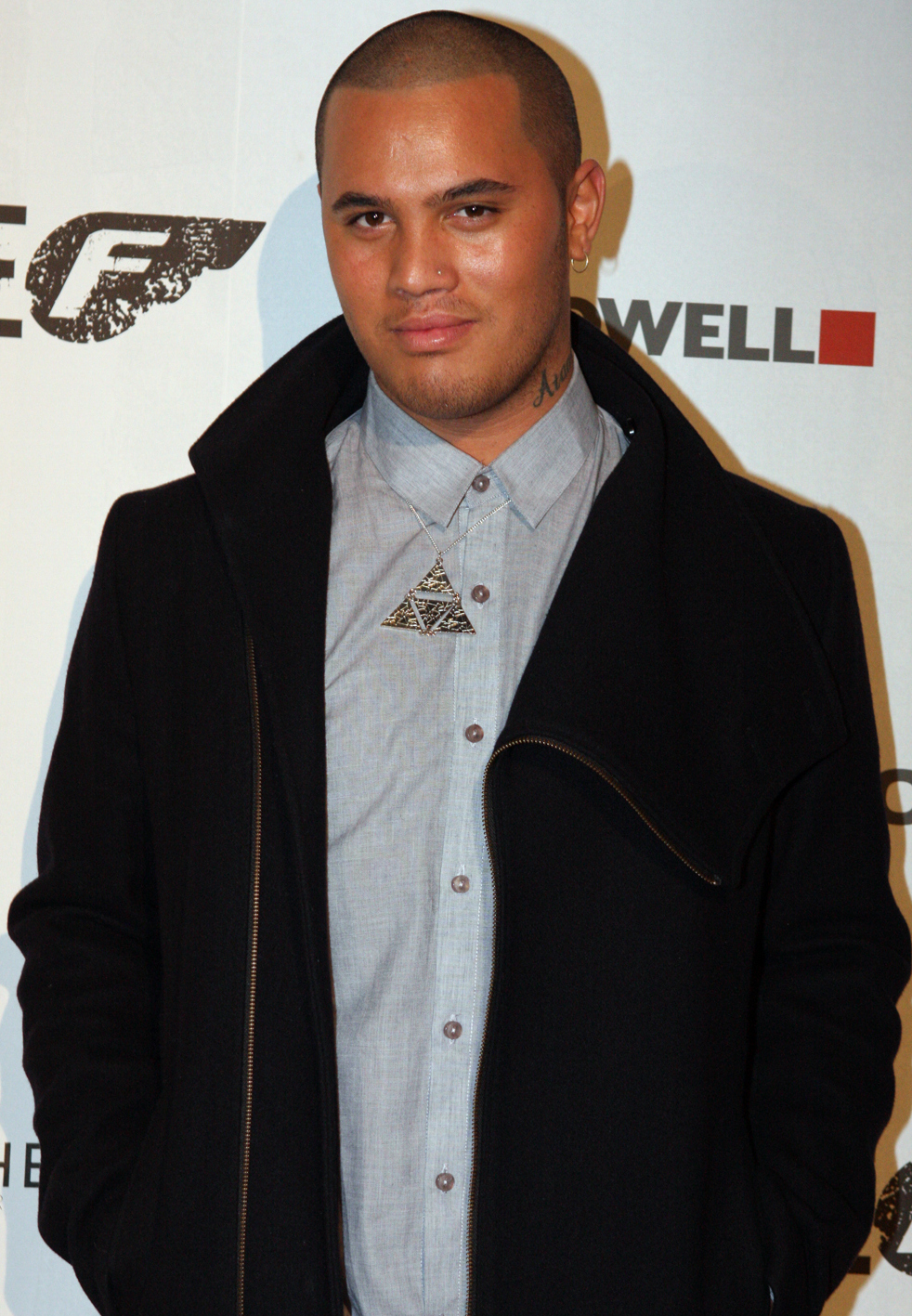
Stan Walker (2013)

Stanley Roto Walker (* 23. Oktober 1990 in Melbourne) ist ein australischer Popsänger und Schauspieler.

## Biografie
Obwohl Walker in Australien geboren wurde, stammt er von den neuseeländischen Māori ab und wuchs auch in der Heimat seiner Eltern in Tauranga auf. Seine Kindheit war geprägt von Gewalt und Drogen, aus denen er mit Hilfe der Kirche herausfand. Er ging zurück nach Australien nach Coolangatta an der Goldküste Queenslands, wo er Arbeit als Verkäufer fand.
2009 hatte seine damalige Freundin eine Fehlgeburt. Im selben Jahr bewarb er sich mit 18 Jahren bei Australian Idol. Dort wurde er schnell zum Favoriten, unter anderem durch seine Darbietung des Titels Purple Rain, im Original von Prince. Am 22. November gewann er die siebte und letzte Ausgabe dieser Castingshow. Der anschließend veröffentlichte Song Black Box erreichte sofort Platz 2 in Australien und in seiner zweiten Heimat Neuseeland sogar Platz 1 und wurde in beiden Ländern mit Doppel-Platin ausgezeichnet. In Neuseeland war es das meistverkaufte Lied und das meistgespielte Lied der Musiksender in diesem Jahr. Auch sein Debütalbum Introducing... Stan Walker mit Songs aus dem Idol-Wettbewerb war in beiden Ländern sehr erfolgreich und erhielt mehrfach Platin. Bei nationalen neuseeländischen Musikpreis, den New Zealand Music Awards, wurde Walker viermal ausgezeichnet, unter anderem mit dem Publikumspreis.
Mit dem zweiten Album From the Inside Out, das bereits im Sommer des folgenden Jahres erschien, konnte Stan Walker diesen Anfangserfolg bestätigen und mit der Platin-Single Choose You hatte er in Neuseeland erneut den Radiohit des Jahres. Obwohl er in den folgenden Jahren nicht mehr so im Fokus des Interesses stand, konnte er die Reihe seiner Charterfolge fortsetzen. Allerdings war Stan Walker schon in den ersten Jahren in Neuseeland erfolgreicher gewesen als in Australien. 2012 erlosch das Interesse an ihm in seinem Geburtsland weitgehend und er war nur noch im Land seiner Eltern erfolgreich.
2012 gab er sein Debüt als Schauspieler in dem neuseeländischen Film Mt. Zion, in dem es um einen Musiker und seine Beziehung zur Māori-Tradition geht. Der Film war die erfolgreichste neuseeländische Produktion des Jahres. Im Jahr darauf wurde er in Neuseeland Juror in der Castingshow X Factor.
Sein viertes Studioalbum Inventing Myself erreichte im Herbst 2013 Platz drei der neuseeländischen Charts und brachte zwei Top-5-Singles hervor. Außerdem wurde er im selben Jahr für sein musikalisches Vorbild Beyoncé als Opener für ihre Tourauftritte in der Region engagiert. Mit der neuseeländischen Newcomerin Ginny Blackmore nahm er Anfang 2014 im Duett den Song Holding You auf und hatte damit seinen zweiten Nummer-eins-Hit.

## Diskografie

### Alben
| Jahr | Titel                         | Höchstplatzierung, Gesamtwochen, AuszeichnungChartplatzierungen (Jahr, Titel, Platzierungen, Wochen, Auszeichnungen, Anmerkungen) | Höchstplatzierung, Gesamtwochen, AuszeichnungChartplatzierungen (Jahr, Titel, Platzierungen, Wochen, Auszeichnungen, Anmerkungen) | Anmerkungen                                   |
| Jahr | Titel                         | AU | NZ | Anmerkungen                                   |
| ---- | ----------------------------- | --- | --- | --------------------------------------------- |
| 2009 | Introducing … Stan Walker     | AU3 Platin · (9 Wo.)AU | NZ2 ×3Dreifachplatin · (31 Wo.)NZ                                                                                                 | Erstveröffentlichung: 7. Dezember 2009        |
| 2010 | From the Inside Out           | AU2 (7 Wo.)AU | NZ1 Platin · (40 Wo.)NZ | Erstveröffentlichung: 20. August 2010         |
| 2011 | Let the Music Play            | AU18 (2 Wo.)AU | NZ12 Gold · (8 Wo.)NZ | Erstveröffentlichung: 18. November 2011       |
| 2013 | The Complete Collection       | — | NZ12 Gold · (23 Wo.)NZ | Erstveröffentlichung: 3. Mai 2013 Kompilation |
| 2013 | Inventing Myself              | — | NZ3 Platin · (18 Wo.)NZ | Erstveröffentlichung: 25. Oktober 2013        |
| 2015 | The Platinum Collection       | — | NZ16 (7 Wo.)NZ | Kompilation                                   |
| 2015 | Truth & Soul                  | AU7 (4 Wo.)AU | NZ3 Gold · (9 Wo.)NZ | Erstveröffentlichung: 17. April 2015          |
| 2018 | Stan EP                       | — | NZ17 (2 Wo.)NZ | Erstveröffentlichung: 26. März 2018           |
| 2020 | Impossible: Music by the Book | — | NZ9 Platin · (82 Wo.)NZ | Erstveröffentlichung: 25. September 2020      |
| 2021 | Te arohanui                   | — | NZ16 Gold · (8 Wo.)NZ | Erstveröffentlichung: 17. September 2021      |
| 2022 | All In                        | — | NZ3 Platin · (12 Wo.)NZ | Erstveröffentlichung: 19. August 2022         |

### Singles
| Jahr | Titel Album                                     | Höchstplatzierung, Gesamtwochen, AuszeichnungChartplatzierungen (Jahr, Titel, Album, Platzierungen, Wochen, Auszeichnungen, Anmerkungen) | Höchstplatzierung, Gesamtwochen, AuszeichnungChartplatzierungen (Jahr, Titel, Album, Platzierungen, Wochen, Auszeichnungen, Anmerkungen) | Anmerkungen                                                                                             |
| Jahr | Titel Album                                     | AU | NZ | Anmerkungen                                                                                             |
| ---- | ----------------------------------------------- | --- | --- | --- |
| 2009 | Black Box Introducing … Stan Walker             | AU2 ×2Doppelplatin · (20 Wo.)AU | NZ1 ×2Doppelplatin · (23 Wo.)NZ | |
| 2009 | Purple Rain Introducing … Stan Walker           | — | NZ33 Gold · (2 Wo.)NZ | Original: Prince                                                                                        |
| 2010 | Unbroken From the Inside Out                    | AU23 Gold · (11 Wo.)AU | NZ9 Gold · (13 Wo.)NZ | |
| 2010 | Choose You From the Inside Out                  | AU16 Platin · (14 Wo.)AU | NZ3 Platin · (22 Wo.)NZ | |
| 2010 | Homesick From the Inside Out                    | — | NZ21 Gold · (12 Wo.)NZ | |
| 2011 | Loud Let the Music Play                         | AU9 Platin · (16 Wo.)AU | NZ8 Gold · (15 Wo.)NZ | |
| 2011 | Light It Up Let the Music Play                  | AU45 Gold · (1 Wo.)AU | NZ23 Gold · (8 Wo.)NZ | feat. Static Revenger                                                                                   |
| 2012 | Music Won’t Break Your Heart Let the Music Play | AU25 Gold · (3 Wo.)AU | NZ32 (3 Wo.)NZ | |
| 2012 | Take It Easy Inventing Myself                   | — | NZ5 ×5Fünffachplatin · (31 Wo.)NZ | Film: Mt. Zion (Neuseeland 2013)                                                                        |
| 2013 | Bulletproof Inventing Myself                    | — | NZ2 Platin · (14 Wo.)NZ | |
| 2013 | Inventing Myself                                | — | NZ27 (2 Wo.)NZ | |
| 2014 | Holding You –                                   | AU43 (1 Wo.)AU | NZ1 Platin · (15 Wo.)NZ | Ginny Blackmore & Stan Walker                                                                           |
| 2014 | I Can’t Make You Love Me –                      | — | NZ24 (1 Wo.)NZ | Ginny Blackmore & Stan Walker                                                                           |
| 2014 | Aotearoa –                                      | — | NZ2 ×4Vierfachplatin · (5 Wo.)NZ | Erstveröffentlichung: 21. Juli 2014 Māori Language Week 2014 feat. Ria Hall, Troy Kingi and Maisey Rika |
| 2020 | Bigger All In                                   | — | NZ25 Platin · (30 Wo.)NZ | Erstveröffentlichung: 31. Juli 2020                                                                     |
| 2023 | I Am Origin O.S.T.                              | — | NZ19 Gold · (1 Wo.)NZ | Erstveröffentlichung: 27. November 2023                                                                 |
| 2024 | Māori ki te Ao –                                | — | NZ— GoldNZ | Erstveröffentlichung: 23. Februar 2024 in der Māori-Sprache gesungen                                    |

Weitere Singles
- 2013: Like It’s Over (feat. Ria Hall, NZ: Gold)
- 2019: Give (NZ: Platin)
- 2019: Choose (feat. Hamo Dell, NZ: Gold)
- 2020: Tennessee Whiskey (mit Parson James, NZ: ×3Dreifachplatin )
- 2020: Thank You (NZ: Platin)
- 2020: Tēnā Rā Koe / Thank You (NZ: Gold)

Als Gastsänger

| Jahr | Titel Album                         | Höchstplatzierung, Gesamtwochen, AuszeichnungChartplatzierungen (Jahr, Titel, Album, Platzierungen, Wochen, Auszeichnungen, Anmerkungen) | Höchstplatzierung, Gesamtwochen, AuszeichnungChartplatzierungen (Jahr, Titel, Album, Platzierungen, Wochen, Auszeichnungen, Anmerkungen) | Anmerkungen                                                             |
| Jahr | Titel Album                         | AU | NZ | Anmerkungen                                                             |
| ---- | ----------------------------------- | --- | --- | ----------------------------------------------------------------------- |
| 2010 | Stuck in a Box What Doesn’t Kill Me | — | NZ15 (7 Wo.)NZ | Young Sid feat. Stan Walker                                             |
| 2011 | Galaxy Get ’Em Girls                | AU13 Platin · (13 Wo.)AU | NZ36 Gold · (6 Wo.)NZ | Erstveröffentlichung: 28. Oktober 2011 Jessica Mauboy feat. Stan Walker |